# Guerre polono-turque (1683-1699)
Grande guerre turque et Guerres polono-turques

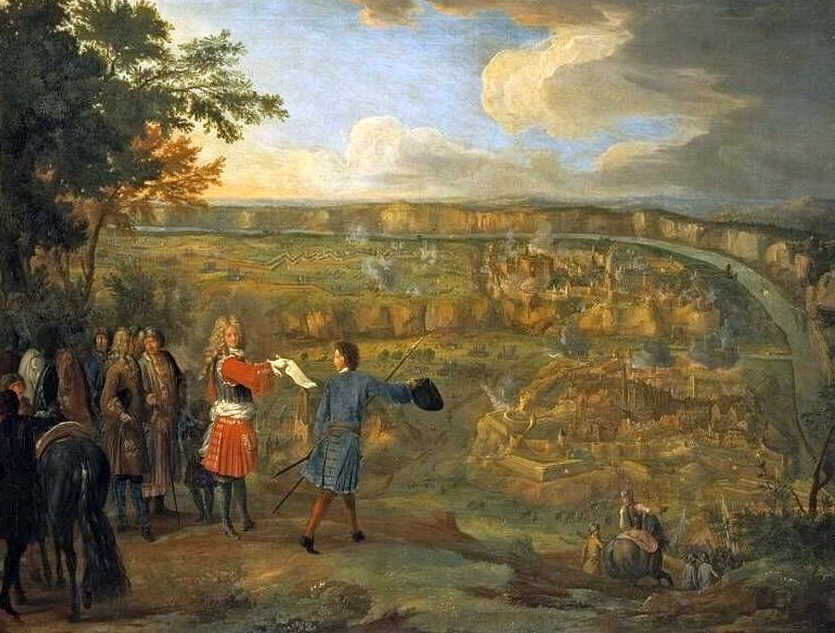
Pierre-Denis Martin : La Bataille de Yazlovets (1684, collection du château de Schleissheim)

La guerre polono-turque de 1683-1699 recoupe la partie polonaise du conflit autrement connue sous le nom de grande guerre turque. Le conflit débuta par une victoire polonaise à la bataille de Vienne en 1683 et se termina par le traité de Karlowitz, restituant à la république des Deux Nations les terres perdues lors de la précédente guerre polono-turque (la guerre polono-turque de 1672-1676). Ce fut le dernier conflit entre la république des Deux Nations et l'Empire ottoman et, malgré une victoire polonaise, cette guerre marqua le déclin de la puissance non seulement de l'Empire ottoman, mais aussi de la république des Deux Nations, qui n'interviendra plus jamais dans les affaires extérieures du monde.

## La guerre
Après quelques années de paix, l'Empire ottoman attaque à nouveau l'Empire des Habsbourg. Les Ottomans assiègent Vienne, mais le secours du roi de Pologne Jean III Sobieski repousse leur assaut et ébranle l'hégémonie turque dans le sud-est de l'Europe.
Une nouvelle Sainte Ligue est initiée en 1684 par le pape Innocent XI qui englobait le Saint-Empire romain germanique, la république de Venise et la Pologne-Lituanie ; rejoints plus tard par la Russie tsariste en 1686. Les Ottomans subirent deux défaites décisives contre le Saint-Empire romain germanique : la deuxième bataille de Mohács en 1687 et, une décennie plus tard, en 1697, la bataille de Zenta.

### La Campagne de Moldavie
Sur le front polonais, après les fameuses batailles de 1683 (Vienne et Parkany), le roi Jean III Sobieski entreprend une offensive plutôt infructueuse en Moldavie en 1686, les Ottomans refusant tout engagement majeur et harcelant l'armée ennemie. Au cours des quatre années suivantes, la Pologne bloque la forteresse clé de Kamenets et les Tatars ottomans lanceraint des raids dans les régions frontalières. En 1691, Sobieski entreprend une autre expédition en Moldavie, avec des résultats légèrement meilleurs, mais toujours sans victoires décisives.

### Conclusion
La dernière bataille de la campagne est la bataille de Podhajce, en 1698, où l'hetman polonais Feliks Kazimierz Potocki vainc l'incursion ottomane en république des Deux Nations. La Sainte-Ligue remporte la guerre en 1699 et force ainsi l'Empire ottoman à signer le traité de Karlowitz. Les Ottomans perdent une grande partie de leurs possessions européennes, la Podolie (y compris Kamenets) étant retournée à la Pologne.

## Batailles
- Bataille de Vienne (12 septembre 1683)
- Bataille de Párkány (7–9 octobre 1683)
- Expédition de Stepan Kunicki en Ukraine de la rive droite et en Moldavie (ru) (1683–1684)
  - Bataille de Chițcani (ru) (5 décembre 1683)
  - Bataille de Reni (en)(30 décembre-4 janvier 1684)
- Bataille de Studenitsa (ru) (1684)
- Bataille de Yazlovets (1684)
- Bataille de Boïany (pl) (1685)
- Siège de Kamieniets (en)
- Bataille de Novoselko (uk) (1688)
- Bataille de Suceava (1690)
- Bataille de Pererîta (pl) (1691)
- Bataille de Târgu Neamţ (1691)
- Bataille de Hodów (juin 1694)
- Bataille d'Oustetchko (en) (6 octobre 1694)
- Bataille de Lwów (en) (1695)
- Bataille de Podhajce (8-9 septembre 1698)
- Bataille de Martynów (pl) (1699)